# Manuela Juárez Iglesias
Manuela Juárez Iglesias (Andavías, 1941) és una química i científica espanyola, que ha desenvolupat la seva àrea d'investigació al voltant de la tecnologia dels aliments.
És professora de recerca del Consell Superior d'Investigacions Científiques (CSIC) i directora de la Fundació Institut Madrileny d'Estudis Avançats-IMDEA Alimentació, vicepresidenta del Comitè Assessor d'Infraestructures Singulars del Ministeri de Ciència i Innovació, membre del Consell Científic de l'Agència Espanyola de Seguretat d'Aliments i Nutrició, del Comitè Científic i Tècnic de la Fundació García Cabrerizo, del Comitè Nacional Lleter i del Consell Científic de l'Institut Danone.
Va ser la primera dona que va rebre el Premi Castella i Lleó de Recerca Científica i Tècnica.

## Obra
- Experiències en aliments funcionals de llet d'ovella (Miguel Ángel de la Font Layos, Manuela Juárez Iglesias)Terres de Castella i Lleó: Ramaderia, 1889-0784, Núm. 181, 2011, p. 88-95
- Complementació en la dieta d'ovelles lleteres amb oli de soia (Gonzalo Hervás Angulo, Pilar Gómez Cortés, Pilar de Fruits Fernández, Manuela Juárez Iglesias, Ángel Ruiz Mantecón, Miguel Ángel de la Font Layos)Albéitar: publicació veterinària independent, 1699-7883, Núm. 121, 2008, p. 52-54
- Chromatographic techniques to determini conjugated linoleic acid isomers (Pilar Lluna, Manuela Juárez Iglesias, Miguel Ángel de la Font)Trac - trends in analytical chemistry, 0165-9936, Vol. 25, Núm. 9, 2006, págs. 917-926

## Tesis doctorals dirigides[calcitació]
- Contribució a l'estudi de la fracció lipídica de la llet d'ovella (2003).
- Balanç salí de les llets d'ovella i cabra i la seva incidència en l'aptitud tecnològica (1996).
- Estudi del polimorfisme de les proteïnes de llet d'ovella de les races manxega i segureña (1993).
- Efecte del procés de congelació sobre les característiques de formatge semiduro d'ovella (1991).

## Premis i reconeixements
- 1996: Premi de Recerca de la Fundació CEOE.[3]
- 2006: Medalla d'Honor al Foment de la Invenció de la Fundació García Cabrerizo.[cal citació]
- 2009: Placa de la Federació d'Indústries Làctiques per la labor de divulgació del Valor Nutritiu de la Llet i els Productes Làctics.[cal citació]
- 2009: Premi Internacional Hipócrates de Recerca Mèdica sobre Nutrició Humana de la Reial Acadèmia de Medicina del Principat d'Astúries.[4]
- 2014: Premi Castella i Lleó de Recerca Científica i Tècnica.[5]